# Kjulewtscha-Nunatak
Der Kjulewtscha-Nunatak (bulgarisch нунатак Кюлевча nunatak Kjulewtscha) ist ein in nordwest-südöstlicher Ausrichtung 4,17 km langer, 1,2 km breiter und 1550 m hoher, felsiger und teilweise unvereister Nunatak an der Oskar-II.-Küste des Grahamlands auf der Antarktischen Halbinsel. Er ragt 15,9 km westsüdwestlich des Moider Peak, 10,65 km westnordwestlich des Mount Lagado und 37 km östlich des Mount Dewey zwischen den oberen Abschnitten des Fleece- und des Leppard-Gletschers auf.
Britische Wissenschaftler kartierten ihn 1976. Die bulgarische Kommission für Antarktische Geographische Namen benannte ihn 2013 nach der Ortschaft Kjulewtscha im Nordosten Bulgariens.